# 말랑말랑 도우랑
말랑말랑 도우랑은 디즈니주니어가 방영을 한 유아용 컨텐츠 프로그램이다.

## 등장인물
- 수민언니 (시즌 1~3)
- 조이언니 (시즌 4)
- 줄리언니 (시즌 5)